# París-Roubaix 1925
La 26.ª París-Roubaix tuvo lugar el 12 de abril de 1925 y fue ganada por el belga Félix Sellier. Se desconoce la posición exacta de los 27 ciclistas que finalizaron la carrera a partir de la séptima posición.

## Clasificación final
|   | Ciclista         | Equipo           | Tiempo          |
| - | ---------------- | ---------------- | --------------- |
| 1 | Félix Sellier    | Alcyon-Dunlop    | 9 h 16 min 32 s |
| 2 | Pietro Bestetti  | Wolsit - Pirelli |                 |
| 3 | Jules Van Hevel  | Wonder           |                 |
| 4 | Pietro Linari    | Legnano-Pirelli  |                 |
| 5 | Henri Suter      | Griffon          |                 |
| 6 | Adelin Benoit    | Thomann          |                 |
| 7 | Jean Debusschere | Alcyon-Dunlop    |                 |